# Argos Comunicación
Az Argos Comunicación mexikói független médiatársaság.

## Történet
A céget Carlos Payán Velver, Hernán Vera Rosales és Epgimenio Carlos Ibarra Almada alapított 1992-ben.
Kezdetben hírműsorokat készítettek. 1996-ban a TV Azteca számára készítette el a Nada personal című telenovellát, amely a TV Azteca történetének egyik legsikeresebb sorozata lett. A Todo por amor után lejárt a szerződése a TV Aztecával. Ezután megegyezett a Telemundoval telenovellák és tévésorozatok elkészítéséről. 2000-ben megalapította a színészképzőjét a Casazult. 2007-ben szerződést kötött a HBO Latin Americával egy 13 részes sorozat elkészítésére. A Capadociát 2008-ban mutatták be. 2007-ben ismét szerződést kötött a TV Aztecával. Ez alapján forgatták le az Amíg tart az életet, a Vivir sin tit és a Deseo Prohibidot.

## Televíziós sorozatok, telenovellák

### Cadena Tres
- Las Aparicio (2010)
- El Sexo Debil (2011)
- Bienvenida Realidad (2011)
- El octavo mandamiento (2011-2012)
- Infames (2012)
- Fortuna (2013)
- Las trampas del deseo (2013-2014)

### HBOLatino America
- Capadocia (2008, 2010, 2012)

### MTVLatino America
- Az utolsó év (2012)
- Niñas mal 2 (2013)

### Telemundo
- Cara o cruz (2001)
- Daniela (2002)
- El alma herida (2003)
- Ladrón de corazones (2003)
- Gitanas (2004)
- Los Plateados (2005)
- Corazón partido (2005)
- Marina (2006)
- Rosa Diamante (2012)
- Az örökség (2012-2013)
- El Señor de los Cielos (2013)
- La Impostora (2013-2014)
- Camelia, La Texana (2013-2014)
- El Señor de los Cielos 2. (2014)
- Señora Acero (2014)
- Los miserables (2014)

### TV Azteca
- Nada personal (1996)
- Női pillantás (1997)
- Tentaciones (1998)
- Demasiado corazón (1998)
- El amor de mi vida (1998)
- La vida en el espejo (1999)
- Todo por amor (2000)
- Amíg tart az élet (2007)
- Vivir sin ti /Vivir por ti (2008)
- Deseo Prohibido (2008)

### Egyéb tévésorozatok
- Buenos para nada (1996)
- Momento de decisión (1998)
- Ciberkids (1998)
- Chiquitos pero picosos (1998)
- Zapping zone (2001)
- Amor a las carreras (2001)
- La Virgen de Guadalupe (2002)
- Tal para cual (2003)
- Feliz Navidad, mamá (2003)
- Zapata, Amor en Rebeldía (2004)

## Filmek
- Sexo, pudor y lágrimas (1999)
- La habitación azul (2001)
- Vivir mata (2002)
- Ladies' night (2003)
- La hija de caníbal (2003)
- Fuera del cielo (2006)
- El viaje de Teo (2008)
- Backyard (2009)
- Crímenes de lujuria (2010)
- Oscura Seducción (2010)

## Valóságshow
- Se vale soñar (1995)
- Dónde estás corazón (2002)
- Casting zone (2002)